# Bahnstrecke Berge–Putlitz
| Kursbuchstrecke: | 106v (1934) 120k (1946) 812 (1968) |                                  |                                  |
| Streckenlänge: | 14,5 km                            |                                  |                                  |
| Spurweite: | 1435 mm (Normalspur)               |                                  |                                  |
| |                                    |                                  |                                  |
| \| \| \| von Karstädt \| \| \| \| 0,0 \| Berge (Prign) früher Klein Berge \| Berge (Prign) früher Klein Berge \| \| \| \| nach Perleberg \| \| \| \| 1,9 \| Grenzheim früher Schweinekofen \| Grenzheim früher Schweinekofen \| \| \| 4,0 \| Muggerkuhl \| Muggerkuhl \| \| \| 6,4 \| Hülsebeck \| Hülsebeck \| \| \| 8,1 \| Sagast \| Sagast \| \| \| 10,3 \| Lütgendorf \| Lütgendorf \| \| \| 13,4 \| Putlitz West \| Putlitz West \| \| \| \| von Suckow \| \| \| \| 14,5 \| Putlitz ehem. Keilbahnhof \| Putlitz ehem. Keilbahnhof \| \| \| \| nach Pritzwalk \| \| |                                    |                                  |                                  |
| Strecke (außer Betrieb) |                                    | von Karstädt                     | von Karstädt                     |
| Bahnhof (Strecke außer Betrieb) | 0,0                                | Berge (Prign) früher Klein Berge | Berge (Prign) früher Klein Berge |
| Abzweig geradeaus und nach rechts (Strecke außer Betrieb) |                                    | nach Perleberg                   | nach Perleberg                   |
| Haltepunkt / Haltestelle (Strecke außer Betrieb) | 1,9                                | Grenzheim früher Schweinekofen   | Grenzheim früher Schweinekofen   |
| Haltepunkt / Haltestelle (Strecke außer Betrieb) | 4,0                                | Muggerkuhl                       | Muggerkuhl                       |
| Haltepunkt / Haltestelle (Strecke außer Betrieb) | 6,4                                | Hülsebeck                        | Hülsebeck                        |
| Bahnhof (Strecke außer Betrieb) | 8,1                                | Sagast                           | Sagast                           |
| Haltepunkt / Haltestelle (Strecke außer Betrieb) | 10,3                               | Lütgendorf                       | Lütgendorf                       |
| Bahnhof (Strecke außer Betrieb) | 13,4                               | Putlitz West                     | Putlitz West                     |
| Abzweig geradeaus und von links (Strecke außer Betrieb) |                                    | von Suckow                       | von Suckow                       |
| Kopfbahnhof Strecke bis hier außer Betrieb | 14,5                               | Putlitz ehem. Keilbahnhof        | Putlitz ehem. Keilbahnhof        |
| Strecke |                                    | nach Pritzwalk                   | nach Pritzwalk                   |

Die Bahnstrecke Berge–Putlitz war eine eingleisige Nebenbahn im nördlichen Brandenburg. Sie gehörte zur Westprignitzer Kreisringbahn und verband deren Stammstrecke mit der Bahnstrecke Pritzwalk–Suckow.

## Streckenverlauf

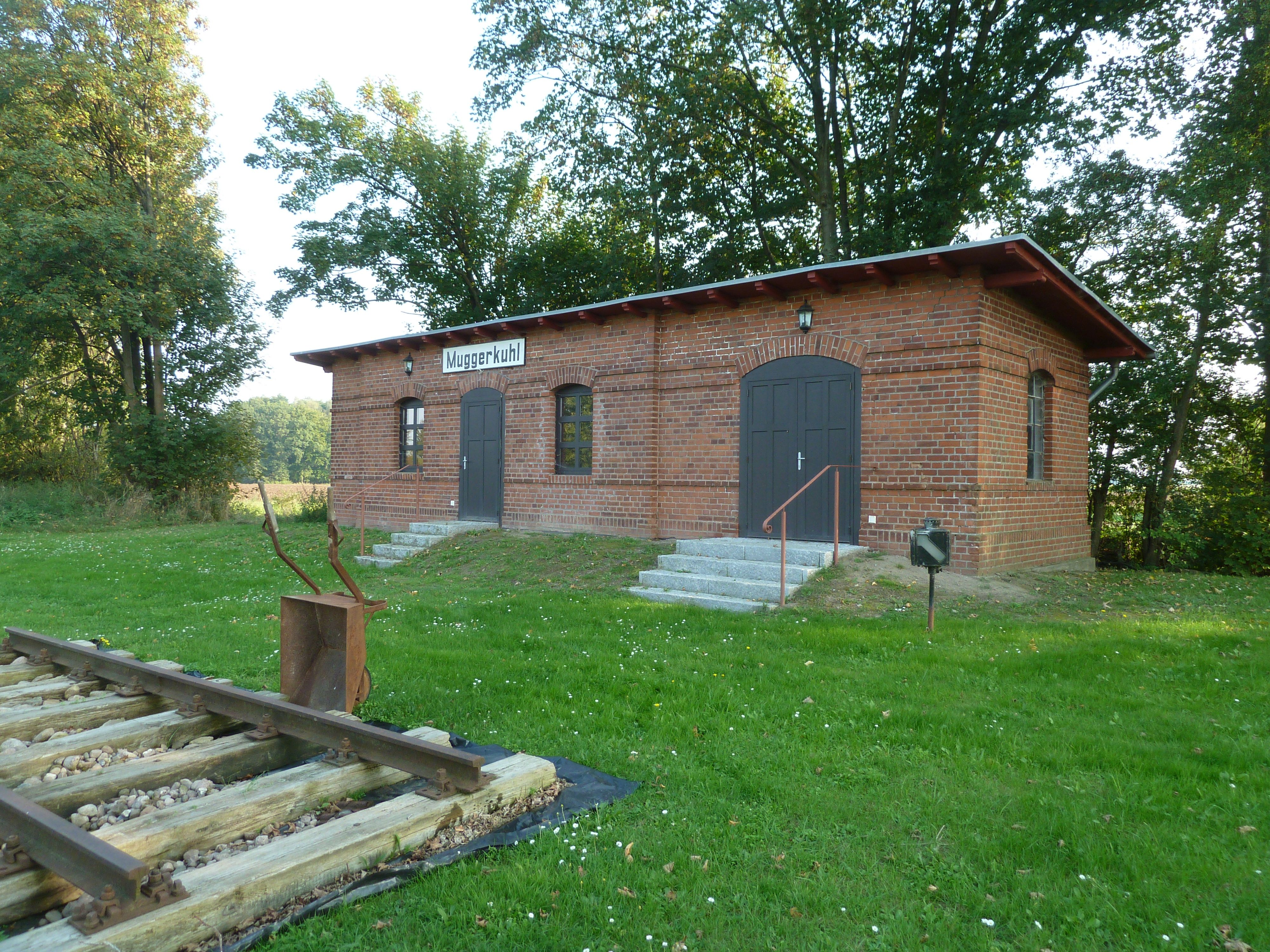
Gebäude der Haltestelle Muggerkuhl (2014)

Die Strecke begann im Bahnhof Berge der Kreisringbahn. Unmittelbar östlich des Bahnhofes trennte sie sich von der Strecke nach Perleberg. Die Strecke nach Putlitz verlief etwa in östlicher Richtung unweit der Landesgrenze zu Mecklenburg südlich der Ruhner Berge. Über den Bahnhof Sagast und mehrere Haltestellen wurde Putlitz erreicht, wo es in der Nähe des Ortskerns den Bahnhof Putlitz West gab. Der Bahnhof Putlitz liegt südlich der Stadt. Die Strecken aus Berge und Suckow trennten sich bereits im Bahnsteigbereich. Das Empfangsgebäude liegt allerdings nicht wie bei einem typischen Keilbahnhof zwischen den Strecken, sondern am Gleis nach Suckow.

## Geschichte
Zusammen mit der Stammstrecke der Westprignitzer Kreiskleinbahn Perleberg–Karstädt–Klein Berge–Perleberg entstand eine Verbindung von Klein Berge (später nur noch Berge) nach Putlitz an der Bahnstrecke Pritzwalk–Suckow. Am 6. Dezember 1911 fand die Eröffnungsfahrt auf beiden Strecken statt.
Am 1. April 1949 übernahm die Deutsche Reichsbahn die Verwaltung und Nutzung der Westprignitzer Kreisbahn.
Das Zugangebot blieb stets gering. In den 1930er Jahren verkehrten täglich vier Zugpaare, davon drei als Triebwagen, einer als gemischter Zug für die Personen- und Güterbeförderung. Der Fahrplan 1960 zeigt das gleiche Angebot, ergänzt um einen dreimal wöchentlich fahrenden Triebwagen frühmorgens.
Teilweise wurden die Züge auf die angrenzenden Strecken durchgebunden, meist weiter über Karstädt nach Perleberg. Ein kurioser Zuglauf war in den 1960er Jahren ein Zug Berge–Putlitz–Pritzwalk–Meyenburg und zurück.
Am 26. Mai 1968 wurden der Verkehr auf der Strecke eingestellt und die Gleise wenig später abgebaut.
In Muggerkuhl gab es Anschluss zu einer etwa drei Kilometer langen Feldbahn der örtlichen Ziegelei mit 600 mm Spurweite. Diese Bahn wurde noch bis in die 1990er Jahre betrieben, Gleisreste lagen noch bis nach 2005.